# Operațiunea Avalanșa
Operațiunea Avalanșa a fost numele de cod pentru invazia aliată din Italia continentală din septembrie 1943. Operațiunea a urmat invaziei încununată cu succes din Sicilia. În afară de operațiunea principală (Avalanșa) au mai fost executate două debarcări de sprijin, una în Calabria (Operațiunea Baytown) și alta la  Taranto (Operațiunea Slapstick).

## Contextul general

### Strategia Aliaților
După înfrângerea Puterilor Axei în Africa de nord, între Aliați au apărut neînțelegeri cu privire la următorul pas care trebuie făcut. Winston Churchill era cel mai înfocat susținător al ideii invadării Italiei, pe care o numea „underbelly of Europe” (pântecul Europei). Sprijinul italienilor de rând pentru război era în scădere, iar premierul britanic considera că invazia va scoate rapid Italia din război, și în felul acesta influența marinei italiene din Marea Mediterană ar fi dispărut, eliberând traficul Aliat în regiune. În felul acesta, aprovizionarea dinspre Orientul Mijlociu și Îndepărtat a forțelor aliate s-ar fi făcut mult mai ușor, crescând de asemenea fluxul de mărfuri dinspre Regatul Unit și SUA către Uniunea Sovietică. În plus, forțele germane ar fi fost implicate în lupte departe de Franța și de plănuita debarcare din Normandia. 
Pe de altă parte, generalul George Marshall și cea mai mare parte a statului major american nu erau de acord cu operațiuni care ar fi putut întârzia debarcarea din Normandia. Când a devenit clar că Operațiunea Overlord nu poate fi declanșată în 1943, aliații occidentali au căzut de acord ca forțele lor din Africa de nord să fie folosite pentru invadarea Siciliei, fără o perspectivă clară a continuării operațiunilor militare în Italia continentală. 
Cartierele Generale Aliate Unite (AFHQ) erau din punct de vedere operațional responsabile de toate forțele terestre din teatrul de lupte mediteranean și ele au fost cele care au planificat și comandat invadarea Siciliei și a Italiei continentale. 
Invadarea Siciliei din 1943, operațiune cu nume de cod „Husky” a fost un succes, deși numeroase forțe ale Axei au reușit să evite să fie capturate și au fost evacuate pe continent. Benito Mussolini a fost îndepărtat de la putere de un grup de fasciști nemulțumiți, care au început mai apoi negocieri secrete cu Aliații pentru scoaterea Italiei din război. În rândurile planificatorilor militari aliați s-a afirmat că o invazie a Italiei ar fi grăbit capitularea și ar fi dus la o victorie militară împotriva trupelor germane, care ar fi fost  prinse în capcană într-o țară care nu le-ar mai fi fost aliată. Touși, rezistența italiană și în special cea germană s-au dovefit destul de puternică, iar luptele din Italia au continuat chiar și după căderea Berlinului. În plus, invazia a făcut ca Aliații să fie obligați să se ocupe și cu aprovizionarea populației civile din teritoriile cucerite, o obligație care ar fi căzut altfel în sarcina germanilor. În aceeași măsură, teritoriul italian ocupat de armata germană a creat probleme suplimentare comandantului suprem din peninsulă, Albrecht von Kesselring.

### Planul invaziei

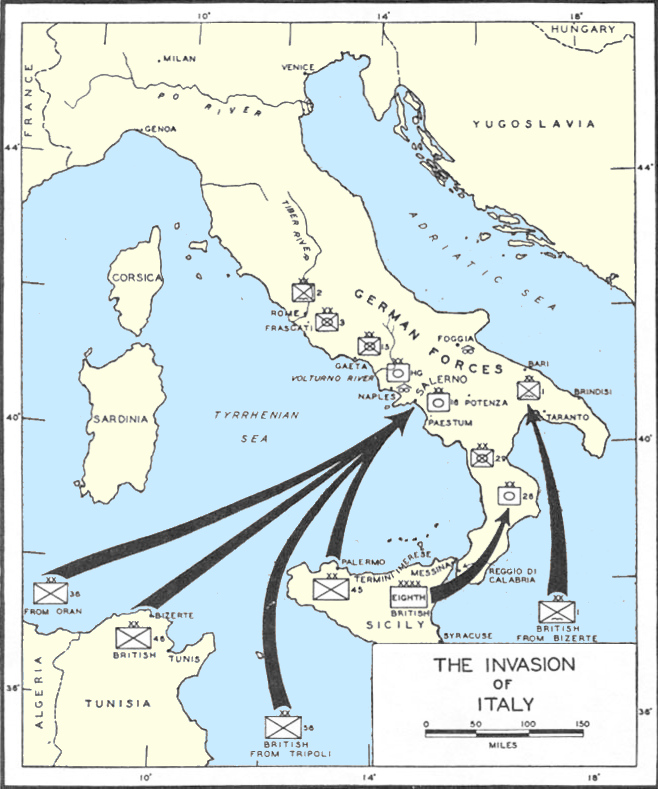
Harta invadării Italiei

Mai înainte de invadarea Siciliei, Aliații plănuiseră o operațiune de traversare a Strâmtorii Messina în cadrul unei invazii limitate în „scobitura cizmei italiene’’, la Taranto, și înaintarea până la „călcâi”. Cucerirea Siciliei și răsturnarea de la putere a lui Mussolini a făcut ca planurile de invazie să fie mai ambițioase, Aliații decizând suplimentarea trupelor de invazie cu Armata a 8-a și cucerirea portului Neapole. Aliații aveau de ales din două zone de debarcare: una la gura de vărsare a râului Volturno și alta la Salerno, amândouă aflate la limita razei de acțiune a avioanelor de vânătoare decolate din  Sicilia. Salerno a fost ales în cele din urmă datorită apropierii de bazele aeriene din Sicilia, adâncimii apelor din apropierea plajelor de debarcare (care permitea ancorarea mai aproape a vaselor de transport) și a lățimii plajelor, care permiteau construirea rapidă de drumurilor de ieșire spre rețeau de drumuri deja existentă la mică depărtare de plaje și era extinsă și bine întreținută. 
Operațiunea Baytown a fost o operațiune pregătitoare prin care Armata a 8-a britanică de sub comanda lui Bernard Montgomery trebuia să plece din portul Messina (Sicilia), să traverseze Strâmtoarea Messina și să debarce în Calabria, în „bombeul cizmei italiene” pe 3 septembrie 1943. Distanța mică dintre Sicilia și Italia continentală însemna că vasele de debarcare puteau fi lansate direct din port, nu tractate până în zona de debarcare de vase de transport. Divizia a 5-a de infanterie britanică trebuia să debarce pe partea de nord a „bombeului”, iar Divizia I de infanterie canadiană trebuia să debarce la Capul Spartivento, pe partea de sud a „bombeului”. Generalul britanic Bernard Montgomery s-a opus puternic declanșării Operațiunii Baytown deoarece el consideră că era o pierdere de timp și o risipă de forțe dacă germanii erau hotărâți să lupte în Calbria, iar dacă forțele Axei nu se luptau în zonă, diversiunea nu ar fi avut niciun efect, ba mai mult, ar fi plasat Armata a 8-a la aproximativ 550 km de regiunea principală de debarcare de la Salerno. Previziunile lui Montgomery s-au dovedit corecte. După debarcare, soldații Armatei a 8-a au înaintat 550 km spre Salerno fără să întâmpine o opoziție serioasă. 
Au fost făcute mai multe planuri pentru folosirea trupelor aeropurtate, care au fost cu toate anulate. Planul inițial de transport a trupelor cu planoarele lângă Salerno a fost abandonat în favoarea transportului în regiunea râului Volturno în vederea cuceririi și apărării podurilor din regiune. S-a ajuns la concluzia că această operațiune nu poate fi susținută din punct de vedere logistic. Următorul plan prevedea parașutarea Diviziei a 82-a aeropurtate americane în regiunea Romei. Datorită marii depărtări dintre Roma și Salerno, această operațiune ar fi avut nevoie de sprijinul activ al forțelor italiene. După unele negocieri cu italienii, comandantul diviziei, generalul Maxwell Taylor, a propus ca operațiunea să nu mai aibă loc. Pe 8 septembrie operațiunea aeropurtată a fost anulată. 
Debarcările principale („Operațiunea Avalanșa”) au fost planificate să aibă loc pe 9 septembrie în regiunea orașului Salerno. Armata a 5-a americană (general-locotenent Mark W. Clark), cu opt divizii din care Divizia a 82 aeropurtată americană în rezervă avea ca obiectiv principal cucerirea orașului-port Neapole, prin care s-ar fi asigurat reaprovizionarea armatei, și deplasarea rapidă peste țărmul de est, pentru încercuirea forțelor Axei din sudul orașului. 
Divizia I aeropurtată britanică, transportată cu vasele de desant, trebuia să debarce lângă Taranto, în „călcâiul cizmei italiene” în cadrul operațiunii de diversiune Slapstick. Sarcina diviziei era de cucerire a unui port și a câtorva aeroporturi, după care trebuia să facă joncțiunea cu Armata a 8-a și să înainteze împreună spre nord, spre pozițiile Armatei a 5-a, cu care trebuia să facă legătura lângă Foggia.
Planul era îndrăzneț, dar avea mai multe puncte slabe. Armata a 5-a urma să debarce pe un front foarte larg, de peste 56 km, folosind numai trei divizii. Cele două flancuri ale armatei erau separate atât de distanță cât și de un râu. Mai mult chiar, apărătorii erau favorizați de teren. Trei batalioane de asalt americane și două unități de comando britanice trebuiau să cucerească și să apere trecătorile de pe drumul spre Neapole, dar nu exista un plan de cooperare între aceste forțe și restul unităților care îi urmau. Mai mult, deși surpriza tactică nu se putea realiza, generalul Clark nu a considerat necesară declanșarea unor bombardamente aeriene și navale, în ciuda experienței de pe frontul din Pacific, care demonstrase necesitatea sprijinului de artilerie și al aviației în cadrul debarcărilor.
Pe coasta de vest a Italiei, amenințată de posibile debarcări, erau poziționate șase divizii germane, de la Roma până la „bombeu” – tancuri, infanterie și parașutiști. Comandantul Armatei a 10-a germană, poziționase anume Divizia a 16-a Panzer, bine dotată și încadrată cu militari experimentați, în regiunea deluroasă din apropierea platoului orașului Salerno. 
Operațiunea Avalanche a fost sprijinită de un plan de camuflare a preparativelor și de înșelare a inamicului numit Operațiunea Boardman, o amenințare falsă cu o invazie în Balcani.

## Luptele

### Operațiile sudul Italiei

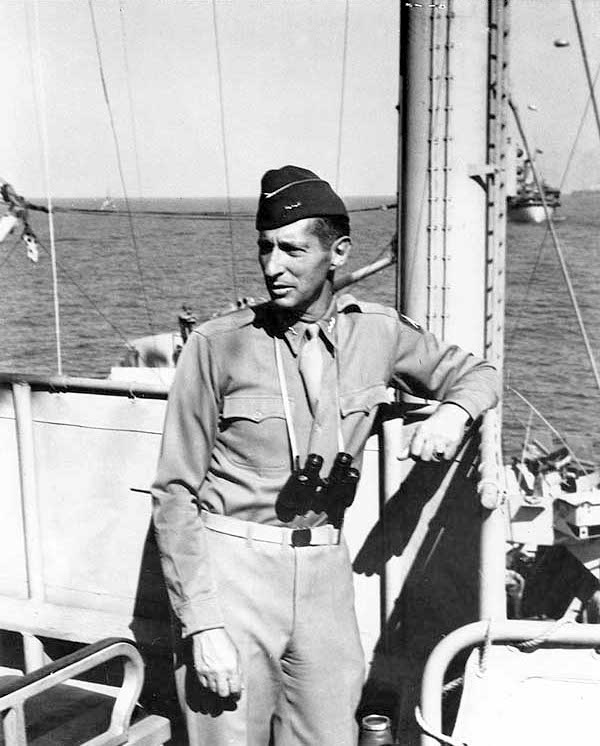
Genralul american Mark Wayne Clark la bordul navei USS Ancon în timpul debarcării de la Salerno, Italy, 12 septembrie 1943.

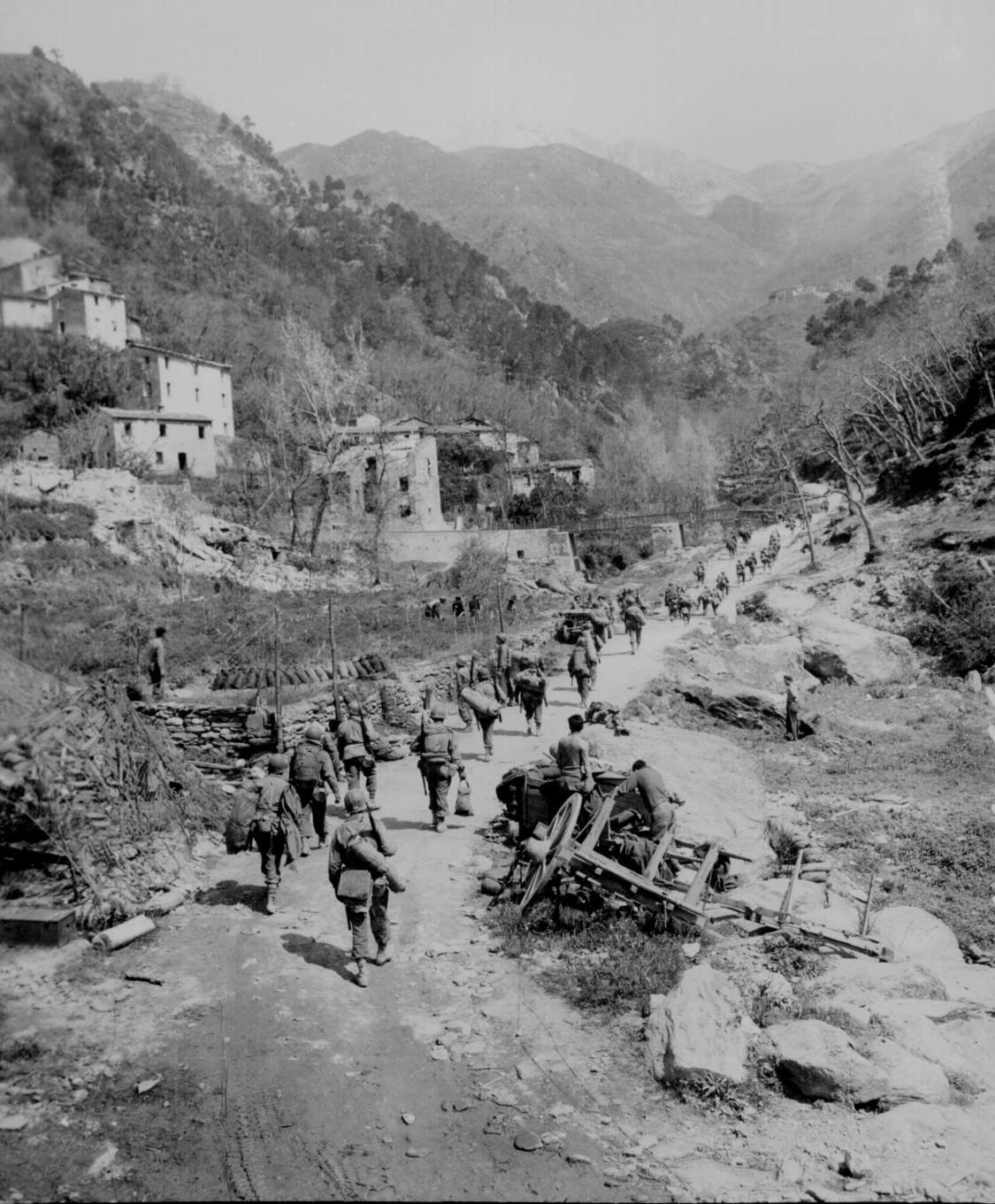
Regimentul al 370-lea înaintând prin Prato, Italia.

În timpul operației Baytown de pe 3 septembrie 1943, primele trupe aliate au debarcat pe țărmul Italiei continentale. Acestea au fost trupe canadiene și britanice sub conducerea generalului Bernard Montgomery. Debarcarea a întâmpinat o rezistență redusă – unitățile italiene s-au predat aproape imediat, lăsând un singur regiment german să apere un front de 27 km. Albert Kesselring și staul lui major nu au considerat că debarcarile din Calabria sunt principalul atac aliat, regiunea Salerno și poate chiar regiunea din nordul Romei fiind poziții mult mai logice de atac. De aceea, comandantul german i-a ordonat generalului Traugott Herr și corpurilor de tancuri de sub comanda lui să se retragă din fața Armatei a 8-a și să le întârzie înaintarea prin distrugerea podurilor. Această acțiune a demonstrat justețea obiecțiunilor lui Mongomery – Armata a 8-a nu a putut separa unitățile germane care refuzau lupta și se retrăgeau, iar principalul obstacol în înaintarea lor nu a fost defensiva trupelor Axei ci terenul și drumurile și podurile distruse. Până pe 8 septembrie, Kesselring concentrase Armata a 10-a a lui Heinrich von Vietinghoff în poziții favorabile unei contraofensive de răspuns la orice debarcare aliată.
Pe 8 septembrie, mai înainte de declanșarea principalei invazii, a fost anunțată capitularea Italiei în fața Aliaților. Forțele germane din Italia erau pregătite pentru o asemenea eventualitate și au început să dezarmeze unitățile italiene și să ocupe pozițiile defensive pregătite din vreme. 
Operațiunea Slapstick a fost declanșată pe 9 septembrie. Divizia I aeropurtată britanică a fost debarcat la Taranto, o importantă bază navală. De vreme ce italienii capitulaseră cu o zi mai înainte și cum în regiune erau doar câteva unități germane, trupele britanice au debarcat direct în port de pe navele de război, nu de pe vasele amfibii. Rezistența a fost redusă, iar portul și orașul au fost capturate aproape imediat și a fost pus rapid în siguranță de trupele debarcate, care au suferit pierderi reduse. 

### Debarcările de la Salerno
Operațiunea Avalanșa – principala invazie de la Salerno a fost declanșată pe 9 septembrie de Armata a 5-a americană. Pentru a asigura surpriza tactică necesară victoriei, s-a luat decizia de a executa debarcarea trupelor fără executarea unei pregătiri de artilerie sau a unui bombardament de aviație. Nu a fost asigurată surprinderea defensivei germane, după cum au sperat aliații. În timp ce primul val al diviziei a 36-a de infanterie americană se apropia de coasta italiană de la Paestum, o stație de amplificare de putere transmitea de pe țărm în engleză mesaje demobilizatoare. Aliații au debarcat totuși. 
Corpul al 10-lea britanico-american au avut rezultate amestecate în timpul debarcării. În timp ce comandourile americane nu au întâlnit nicio rezistență și și-au îndeplinit obiectivele – ocuparea trecătorii muntoase. Comnadourile britanice au debarcat întâmpinând o rezistență redusă și au capturat și asigurat rapid orașul Salerno. În schimb, infanteriștii britanici au întâmpinat o rezistență hotărâtă și nu au reușit să înainteze decât cu sprijinul artileriei navale din larg. Organizarea pe adâncime și rezistența grecută a germanilor i-a obligat pe comandanții britanici să-și concentreze forțele în loc să se desfășoare pentru a face legătura cu americanii care se aflau la sud. 
La Paestum, germanii plasaseră cuiburi de mitralieră și de artilerie și tancuri în toată zonele de debarcare. Divizia a 36-a nu avea experiență de luptă, dar zona de debarcare a fost cucerită cu succes, cu oarecare întârziere. În jurul orei 7:00, divizia a 16-a de tancuri germană a executat un atac concentrat. Atacul a provocat pierderi grele aliaților, dar a fost respins cu ajutorul artileriei navale. Mai la sud, infanteriștii britanici ai batalionului I al regimentului 141 a fost lipsit pe toată durata zilei de legături radio și a fost blocat în zona de debarcare. 
Datorită faptului că cele două capete de pod (britanic și american) erau încă separate de o distanță de aproximativ 8 km, cucerirea căreia fusese obiectivul britanicilor, aliații au fost nevoiți să facă regrupări de trupe și să schimbe ordinele de luptă. Forțele aliate au făcut joncțiunea deabia la sfârșitul celei de-a doua zile de lupte și au ocupat o regiune de aproximativ 70 de kilometri de coastă pe o adâncime de 10 – 12 kilometri. 

### Contraatacurile germane
În zilele de 12 – 14 septembrie, germanii au început un contraatac concertat cu trupe motorizate, cu obiectivul distrugerii capului de pod de la Salerno mai înainte ca în regiune să ajungă Armata a 8-a britanică din sud. Aliații au suferit pierderi uriașe. Americanii au seferit cele mai mari pierderi, fiind organizați pe o linie de apărare prea lungă. Un întreg batalion al Diviziei a 36-a americane a fost încercuit și distrus de tancurile germane. 
În zona de acoperire a Diviziei a 45-a americană, tancurile germane au avut un succes important. Pe 13 septembrie, flancul drept al diviziei a cedat, lăsând să se formeze un intrând în liniile aliate în dreptul confluenței râurilor Sele și Calore Lucarno. Tancurile germane au înaintat pânâ la aproape 6,5 km de țărm și au fost oprite doar de bombardamentele executate de pe navele din larg și de artileriștii care ocupaseră pozițiile defensive ale infanteriei. 
Unitățile avansate ale ambelor divizii aliate au fost retrase pentru a scurta liniile defensive. Noile poziții au fost apărate și ajutorul Diviziei aeropurtate a 82, care a parașutat în noaptea de 13 septembrie două batalioane (aproximativ 1.800 de oameni) în perimetrul de debarcare, parașutiștii deplasându-se rapid în zonele defensivei. În noaptea următoare, au fost parașutat și regimentul al 505-lea aeropurtat pentru întărirea pozițiilor aliaților. De asemenea, pe 15 septembrie au fost transportați în zonă regimentul al 325-lea de infanterie. 
Noile forțe s-au regrupat și, cu sprijinul artileriei navale și a artileriei terestre a Armatei a 5-a și au reușit să respingă atacul german (14 septembrie). Pierderile germane au fost ridicate, în special în rândurile în ceea ce privește tancurile. Germanii au reluatn atacul pe 15 septembrie, dar pe 16 septembrie a devenit clar că aliații erau prea puternici și bine poziționați pentru a mai putea fi înfrânți. În aceste condiții, germanii au primit ordinul să se retragă spre nord și să ia toate măsurile necesare pentru întârzierea înaintării aliaților. Patrulele aliate au descoperit pe 17 septembrie că germanii s-au retras pe toată lungimea frontului și comandanții aliați au luat hotărârea a doua zi să se reia înaintarea spre nord a Armatei a V-a. 
Generalul Mark W. Clark a fost decorat cu Distinguished Service Cross, al doilea ordin ca importantă acordat pentru bravură soldaților americani. Generalul se distinsese prin organizarea debarcării și defensivei din capetele de pod și prin participarea la lupte în primele linii. Istoricul Carlo D'Este consideră însă că proasta planificare a generalului Clark a fost cauza principală a greutăților întâmpinate de aliați la începutul luptei. Generalul Clark a dat vina pe lentoarea cu care s-a mișcat Armata a 8-a britanică pentru criza de la începutul luptelor. Este adevărat că pe 9 septembrie, Montgomery dăduse un răgaz de odihnă de două zile trupelor de sub comanda sa. 
La Salerno a avut loc și o răzmeriță a 600 de soldați britanici din Corpul al 10-lea, care au refuzat să execute ordinele de luptă pe 16 septembrie. Ei considerau că ar fi trebuit să se reîntoarcă la unitățile lor din cadrul căruia fuseseră detașați. Până în cele din urmă, comandantul Corpului de armată  a reușit să-și convingă subordonații să se supună ordinelor. Subofițerii care conduseseră rebeliune au fost condamnați la moarte, dar sentința nu a fost dusă la îndeplinire și condamnaților li s-a permis să se realăture unităților lor. 

### Începerea înaintării aliate

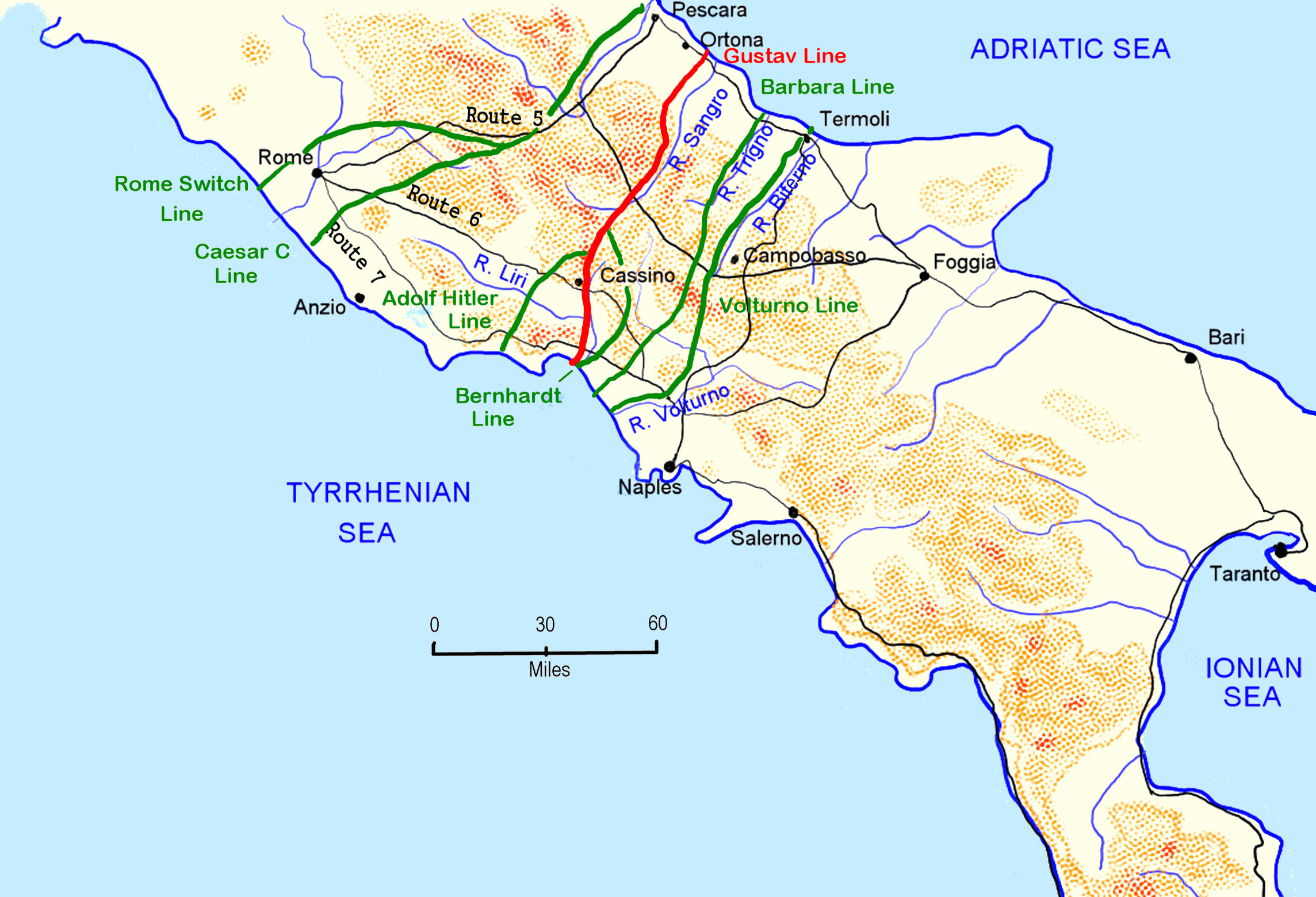
Hartă a „Liniei de iarnă” pregătită de germani la sud de Roma.

După ce capul de pod de la Salerno a fost pus în siguranță, Armata a V-a a început să înainteze pe 19 septembrie spre nord-vest spre Neapole. Acerno a fost cucerit pe 22 septembrie, iar Avellino șase zile mai târziu. 
Armata a 8-a a reușit să înainteze mult din „călcâiul” cizmei italiene în ciuda distrugerilor provocate de germani sistemului de drumuri din regiune. Armata a 8-a a făcut joncțiunea cu Divizia I aeropurtată pe coasta Adriaticii, iar, pe 16 septembrie, flancul stâng al Armatei a 8-a s-a unit cu flancul drept al Armatei a 5-a și aliații au cucerit pe 27 septembrie aeroportul din Foggia. Cucerirea aeroportului de la Foggia era unul dintre principalele obiective ale aliaților, deoarece complexul de aici le-ar fi permis avioanelor lor să atingă ținte din Franța, Germania și Balcani.  
Pe 1 octombrie batalionul A al Regimentului I de gardă regală britanică a intrat în Neapole. Armata a 5-a, compusă acum din trei divizii britanice și cinci americane, a atins linia râului Volturno pe 6 octombrie. Râul Volturno asigura o excelentă linie de apărare împotriva atacurilor germane pentru orașul Neapole, câmpia înconjurătoare și aeroporturile din zonă. În acest timp, pe coasta Adriaticii, Armata a 8-a britanică a avansat pe linia Campobasso - Larino - Termoli. 

## Urmări
Armata a 10-a germană a fost foarte aproape de distrugera capului de pod de la Salerno. Deși au folosit șase divizii de tancuri și infanterie mecanizată, atacul german nu a avut suficientă vigoare pentru a străpunge liniile aliate și să facă față focului artileriei terestre și navale. 
Aliații au fost norocoși pentru că Adolf Hitler fusese de acord cu punctul de vedere al comandantului apărării germane din nordul Italiei, mareșalul Erwin Rommel, care aprecia că zona de la sud de Roma nu este de importanță strategică. Ca urmare, comandantului germana al apărării sudului Italiei, mareșalului  Albert Kesselring, i s-au refuzat toate cererile de ajutor și de deplasare de trupe din nordul Italiei în sudul peninsulei. 
Succesul temporar al Armatei a 10-a și argumentele strategice ale lui Kesselring l-au convins pe Hitler că este de dorit ca ofensiva Aliată să fie stopată, în principal pentru a-i împiedica să intervină pe calea aerului în Balcani și să bombardeze câmpurile petroliere din România. Pe 6 noiembrie, Hitler l-a desemnat pe Rommel să se ocupe de construirea și consolidarea liniei defensive din Franța (Zidul Atlanticului) și i-a dat lui Kesselring comanda asupra tuturor trupelor din Italia. Noua sarcină a lui Kesselring a fost să păstreze Roma în mâinile germanilor cât mai mult posibil.
Până la începutul lunii octombrie, întregul sud al Italiei era în  mâinile aliaților, iar armatele lor se aflau în fața Liniei Volturno, prima dintr-o serie de linii defensive succesive prin care germanii încercau să încetinească înaintarea anglo-americanilor astfel încât Linia de iarnă, cea mai puternică linie defensivă la sud de Roma, să fie terminată. Următoara fază a campaniei din Italia a aliaților s-a transformata într-o lungă luptă de uzură dusă împotriva unor linii defensive bine pregătite și apărate cu dârzenie de germani. Condițiile meteorologice, fortificațiile germane și buna pregătire de luptă a apărătorilor au anulat superioritatea aliată în mijloace mecanizate și în avioane. Aliații au luptat până la mijlocul lunii ianuarie 1944 pentru a a străpunge linile defensive „Volturno”, „Barbara”,  „Bernhardt”, pentru a ajunge în fața „Liniei Gustav”, cea mai puternică componentă a Liniei de iarnă. Aici a avut loc una dintre cele mai importante lupte ale campaniei din Italia, bătălia de la Monte Cassino, care s-a desfășurat între ianuarie și mai 1944